# Mosu
Mosu è un villaggio del Botswana situato nel distretto Centrale, sottodistretto di Boteti. Il villaggio, secondo il censimento del 2011, conta 1.792 abitanti.

## Località
Nel territorio del villaggio sono presenti le seguenti 33 località:
- Auwemaje di 2 abitanti,
- Boswelatlou,
- Debe di 14 abitanti,
- Gaezazoa,
- Goutshaa di 31 abitanti,
- Iyaga di 17 abitanti,
- Jemare di 67 abitanti,
- Kabemokawe di 10 abitanti,
- Kaetshaa,
- Kwakwatshaa di 5 abitanti,
- Kwari,
- Lebu di 53 abitanti,
- Lerute,
- Maphanephane di 3 abitanti,
- Metsibotlhoko di 2 abitanti,
- Mmagwaila di 19 abitanti,
- Mmakgawa di 41 abitanti,
- Mmeya di 15 abitanti,
- Moana di 45 abitanti,
- Nokayabokalaka di 15 abitanti,
- Ntane di 155 abitanti,
- Phanyane di 7 abitanti,
- Seselelo di 34 abitanti,
- Tankagore,
- Tlapana Gate di 54 abitanti,
- Tshebajena di 57 abitanti,
- Tsotsoga di 189 abitanti,
- Tsutsoga,
- Tswane,
- Xotshaa di 50 abitanti,
- Xwitara di 12 abitanti,
- Yodimokao di 3 abitanti,
- Zarabomkae di 2 abitanti